# Пальяський субдіалект

Діалекти каталанської мови

Палья́ський субдіале́кт півні́чно-за́хідного діалеќту катала́нської мо́ви (кат. català pallarès) — говори каталанської мови, якими говорять у кумарках Паляс-Субіра та Паляс-Жуса в Каталонії.
Деякі риси субдіалекту наближують його до арагонської мови.

## Головні риси субдіалекту
- Головною рисою є відкрите [ε] на місці закритого [e] у літературній мові:
  - у випадках, коли у латині йому відповідало коротке -e-: era, adés, herba.
  - у займенниках meu, teu, seu.
  - у випадках, коли в латині йому відповідало довге -e- та коротке -i-: cera, neu.
  - якщо в латині йому відповідало -a-: llet.
  - у суфіксі -er, що походить від лат. -arius.
- Перехід латинських та пізньолатинських -dy-, -gy- та -y- у -і-, а не у -g-, -tg-, -tx-, як у літературній каталанській: puiar замість літературного pujar.
- Часто перехід латинського буквосполучення -nn- у -n-, а не в -ny-, як у літературній каталанській.